# Manuel Merino Rodríguez
Manuel Merino Rodriguez (* 9. Juli 1918 in Madrid; † 2001) war ein spanischer Kameramann.

## Leben
Merino Rodriguez hatte nach seiner fotografischen Ausbildung 1941 beim Film als Kamera-Praktikant bei der Produktion La rueda de la vida begonnen. Zum Ende des Jahrzehnts hatte er die Position eines zweiten Kameramanns (Debüt 1949 bei Julien Duviviers Der schwarze Jack) erreicht. 
1955 begann Manuel Merino als Chefkameramann zu arbeiten. Seitdem fotografierte er eine große Anzahl an künstlerisch nicht eben bedeutenden Unterhaltungsfilmen, darunter diverse Western, Dramen, Komödien, Agenten- und Science-Fiction-Filme. International bekannt wurde er durch seine intensive Zusammenarbeit mit dem britischen Produzenten Harry Alan Towers und dem spanischen B-Regisseur Jesús Franco Manera, dessen Inszenierungen Merino zwischen 1968 und 1971 regelmäßig fotografierte. In dieser Zeit der europäischen Coproduktionen fotografierte Merino diverse sadomasochistische, prominent besetzte und mit zahlreichen Nuditäten durchsetzte Horror- und Exploitationfilme.
Mit Franco Maneras Weggang aus Spanien in Richtung Frankreich und der Schweiz (1972) trennten sich beider Wege. Merino hat gegen Ende seiner Karriere auch gelegentlich für das spanische Fernsehen gearbeitet, ehe er sich 1984 mit der Agentenkomödie Una espia enamorada ins Privatleben zurückzog.

## Filmografie
- 1955: Suspenso en comunismo
- 1955: Playa prohibida
- 1956: Roberto el diablo
- 1956: Río Guadalquivir
- 1956: Las muchachas de azul
- 1957: El fotogénico
- 1957: Il maestro
- 1958: Ana dice sí
- 1958: Bombas para la paz
- 1959: Luna de verano
- 1959: Los tramposos
- 1959: Menschen, die im Schatten stehen (Il magistrato)
- 1960: Trío de damas
- 1960: Zur Ewigkeit verdammt (Hijo de hombre)
- 1961: Salto mortal
- 1961: Historia de una noche
- 1961: La viudita naviera
- 1962: Mentirosa
- 1962: Alegre juventud
- 1963: Una tal Dulcinea
- 1963: Isidro el labrador
- 1963: Bochorno
- 1963: Pulverdampf in Casa Grande (Gunfighters of Casa Grande)
- 1964: Gesetz der Bravados (Brandy, el sheriff de Losatumba)
- 1964: Valiente
- 1964: La gitana y el charro
- 1965: Sie nannten ihn Gringo
- 1965: El proscrito del Río Colorado
- 1966: Lola, espejo oscuro
- 1966: El falso heredero
- 1966: Ein Mann wie Kid Rodelo (Kid Rodelo)
- 1966: Pokerspiel um vier Damen (Carré de dames pour un as)
- 1967: Das Haus der tausend Freuden
- 1967: Diana – Tochter der Wildnis (The Face of Eve)
- 1967: Perry Rhodan – SOS aus dem Weltall (4… 3… 2… 1… morte)
- 1967: Vier Halleluja für Dynamit-Joe (Joe l'implacabile)
- 1968: Der Todeskuss des Dr. Fu Man Chu
- 1968: Die sieben Männer der Sumuru
- 1969: Der heiße Tod (99 mujeres)
- 1969: Marquis de Sade: Justine
- 1969: Die Folterkammer des Dr. Fu Man Chu
- 1969: De Sade 70: Die Wildkatze (De Sade 70)
- 1969: Nachts, wenn Dracula erwacht
- 1970: Dr. M schlägt zu
- 1970: Der Hexentöter von Blackmoor (El proceso de las brujas)
- 1970: Der Teufel kam aus Akasava
- 1970: Vampyros Lesbos – Erbin des Dracula
- 1970: X 312 – Flug zur Hölle
- 1971: Der Todesrächer von Soho
- 1972: Secuestro a la española
- 1972: Blutmesse für den Teufel (El espanto surge de la tumba)
- 1973: Der Sumpf der Raben (El pantano de los cuervos)
- 1974: Onofre
- 1974: Per amore Ofelia
- 1975: Nosotros los decentes
- 1976: Mayordomo para todo
- 1978: Cañas y barro (TV-Serie)
- 1978: L’anello matrimoniale
- 1979: La barraca (TV-Serie)
- 1979: Los energéticos
- 1980: El y él
- 1980: Franco, un proceso histórico
- 1981: Trágala, perro
- 1982: Los líos de Estefania
- 1982: La casada divertida
- 1984: Una espia enamorada